# 莫阿拉群島
莫阿拉群島（Moala Islands）是太平洋島國斐濟的群島，屬於拉烏群島的一部分，位於該國南部，距離首都蘇瓦約160公里，由3個島嶼組成，受熱帶氣候影響，最高點海拔高度468米。
18°50′S 179°55′W / 18.833°S 179.917°W